# Yevguenia Debriánskaya
Yevguenia Yevguénievna Debriánskaya (en ruso: Евгения Евгеньевна Дебрянская; nacida en 1953) es una activista por los derechos de los homosexuales y disidente rusa. También fue cofundadora de Osvobozhdenie (Libertad), un grupo radical que surgió del primer movimiento homosexual en Rusia y cofundadora de Unión Democrática. Debriánskaya se destaca por abogar por la retirada del ejército soviético de Europa del Este, la apertura de las fronteras rusas y la legalización del matrimonio entre personas del mismo sexo. También fue la primera esposa de Aleksandr Duguin, el activista político ruso a quien el Instituto Milken se ha referido como el «Rasputín» de Vladímir Putin, así como el «filósofo de Putin» y el «cerebro de Putin». Debriánskaya fue llamada la primera lesbiana «abierta» en Rusia en una entrevista de 2008 en Ogoniok.
Debriánskaya también es escritora y ha dirigido cine de autor.

## Biografía
Debriánskaya nació en 1953 en el óblast de Sverdlovsk, en los montes Urales. Ha sido descrita como provinciana y sin educación, ya que no terminó la educación secundaria. Sin embargo, era rica y disfrutaba de conexiones políticas. Su dinero se atribuyó a su habilidad en el juego, mientras que sus conexiones se debían a que era la hija ilegítima de un jefe del Partido Comunista en Moscú. Antes de vivir como lesbiana, Debriánskaya tuvo una relación heterosexual con Aleksandr Duguin, un filósofo y agitador político ruso. Lo conoció cuando tenía 30 años. Se decía que ambos odiaban el régimen soviético. Se casaron y, en 1985, tuvieron un hijo llamado Artur, llamado así en honor a Arthur Rimbaud.  Debriánskaya afirmó una vez que ella y Duguin eran miembros de la «orden negra de las SS», un círculo de personas liderado por Yevgeny Golovin que estudiaba fascismo esotérico y ocultismo.

### Activismo
En 1987, Debriánskaya, Valeria Novodvórskaya y Serguéi Grigoryants cofundaron el primer partido oficial de oposición política en la Unión Soviética, Unión Democrática. Sin embargo, más tarde fue expulsada del partido por «comportamiento amoral». También fue miembro del Establecimiento de Confianza entre Oriente y Occidente.
Debriánskaya ayudó a establecer el movimiento por los derechos de gais y lesbianas en Rusia a principios de la década de 1990. Esto fue posible gracias a la política de glásnost de Mijaíl Gorbachov, que eliminó algunas restricciones a la libertad de prensa y la libertad de expresión. Con Roman Kalinin y otros ocho, fundó la Organización de Minorías Sexuales de Moscú. Esta organización, más tarde rebautizada como Unión de Gais y Lesbianas de Moscú, publicó Tema, un periódico que ayudó a avanzar en sus objetivos, como la derogación del Artículo 21, la ley que criminalizaba la actividad homosexual consensuada. Encabezó una campaña para la nominación de Kalinin, abiertamente homosexual y con una sola pierna, para presidente de Rusia. La campaña fracasó porque Kalinin era más joven que la edad mínima permitida por la Constitución de Rusia.
Con Masha Gessen, fundó «Triángulo», una organización que apoya a las lesbianas rusas. Recibió su nombre del triángulo rosa, una insignia de campo de concentración nazi que identificaba a los prisioneros como homosexuales.
Una de sus iniciativas notables fue la organización de un controvertido desfile del orgullo LGBT+ en Moscú, que llamó la atención internacional sobre las minorías sexuales en la ciudad. Esto fue anunciado con Nikolái Alekséyev el 27 de julio de 2005. El primer desfile del orgullo tuvo lugar un año después, el 27 de mayo de 2006, y terminó en violencia. Cerca de 200 activistas fueron arrestados, incluidos Debriánskaya y Alekséyev. También participó en proyecciones de películas, conferencias de prensa y debates. Debriánskaya escribió y dirigió películas de cine de autor. Varias de sus iniciativas fueron apoyadas por fondos internacionales y, cuando estas fuentes disminuyeron, dueños de clubes nocturnos.
Más adelante en su vida, Debriánskaya se convirtió en empresaria. Era propietaria de un bar de lesbianas llamado Dietrich, que fue robado por Maksim Kozluvski, su casero. En diciembre de 2015, Kozluvski advirtió a todos que abandonaran el club para evitar una redada policial inminente. Debriánskaya le dio las llaves a Kozluvski y huyó, pero la policía nunca llegó. El propietario se hizo cargo del establecimiento, diciendo que se convertiría en un discoteca «natural».